# Jormundgand
Jormundgand je debitantski studijski album norveškog black/viking metal sastava Helheim. Album je 1995. godine objavila diskografska kuća Solistitium Records. 

## O albumu
Album je nazvan prema svjetskoj zmiji iz nordijske mitologije.
Jormundgand je bio objavljen u dvjema inačicama - u CD inačici, koja sadrži bonus pjesmu "Galder" te vinilnoj inačici koja nosi drugačiju naslovnicu.
Norveška diskografska kuća Karisma Records ponovno je objavila album 2006. i 2011. godine.

## Popis pjesama
Tekstovi: Vanargandr. 
| 1.    | »Jormundgand«                                                                 | Hrimgrimnir | 7:47 |
| 2.    | »Vigrids vård« (Duh Vigrida)                                                  | Vanargandr  | 8:14 |
| 3.    | »Nidr ok Nordr liggr Helvegr« (Dolje i na sjeveru leži Helheim; instrumental) | Vanargandr  | 4:28 |
| 4.    | »Gravlagt i Eljudne« (Pokopan u Eljudniru)                                    | Hrimgrimnir | 8:45 |
| 5.    | »Svart visdom« (Crna mudrost)                                                 | Hrimgrimnir | 9:06 |
| 6.    | »Jotnevandring« (Lutajući Jotuni)                                             | Hrymr       | 2:26 |
| 7.    | »Nattravnens tokt« (Prepad ponoćnog gavrana)                                  | Vanargandr  | 5:10 |
| 8.    | »Galder«                                                                      |             | 3:15 |
| 49:11 |                                                                               |             |      |

## Zasluge
| Helheim - Vanargandr – vokali, bas-gitara - Hrimgrimnir – vokali, gitara, naslovnica, logotip - Hrymr – bubnjevi, udaraljke, klavijature, programiranje Dodatni glazbenici - Knut "Futhark" – drombulje - Thomas – truba - Mailin – vokali | Ostalo osoblje - Mats Andersen – fotografija - Pytten – produkcija, miksanje, inženjer zvuka |